# العلاقات السودانية المالطية
العلاقات السودانية المالطية هي العلاقات الثنائية التي تجمع بين السودان ومالطا.

## مقارنة بين البلدين
هذه مقارنة عامة ومرجعية للدولتين:
| وجه المقارنة                                              | السودان                     | مالطا                                                     |
| --------------------------------------------------------- | --------------------------- | --------------------------------------------------------- |
| المساحة (كم2)                                             | 1.89 مليون                  | 316                                                       |
| عدد السكان (نسمة)                                         | 40.53 مليون                 | 465.29 ألف                                                |
| الكثافة السكانية (ن./كم²)                                 | 21.44                       | 147.24 ألف                                                |
| العاصمة                                                   | الخرطوم                     | فاليتا                                                    |
| اللغة الرسمية                                             | اللغة العربية، لغة إنجليزية | اللغة المالطية، لغة إنجليزية                              |
| العملة                                                    | جنيه سوداني                 | يورو، ليرة مالطية                                         |
| الناتج المحلي الإجمالي (بليون دولار)                      | 117.49 مليار                | 12.54 مليار                                               |
| الناتج المحلي الإجمالي (تعادل القوة الشرائية) بليون دولار | 176.55 مليار                | 14.68 مليار                                               |
| الناتج المحلي الإجمالي الاسمي للفرد دولار أمريكي          | 2.41 ألف                    | 22.60 ألف                                                 |
| الناتج المحلي الإجمالي للفرد دولار أمريكي                 | 4.07 ألف                    |                                                           |
| مؤشر التنمية البشرية                                      | 0.479                       | 0.839                                                     |
| رمز المكالمات الدولي                                      | +249                        | +356                                                      |
| رمز الإنترنت                                              | سودان                       | .mt                                                       |
| المنطقة الزمنية                                           | ت ع م+03:00، ت ع م+02:00    | توقيت وسط أوروبا، ت ع م+01:00، ت ع م+02:00، أوروبا/مالطا ‏ |

## منظمات دولية مشتركة
يشترك البلدان في عضوية مجموعة من المنظمات الدولية، منها:
| علم المنظمة | اسم المنظمة                               | تاريخ انضمام السودان | تاريخ انضمام مالطا |
| ----------- | ----------------------------------------- | -------------------- | ------------------ |
|             | الاتحاد البريدي العالمي                   | ?                    | ?                  |
|             | يونسكو                                    | 26 نوفمبر 1956       | 10 فبراير 1965     |
|             | البنك الدولي للإنشاء والتعمير             | 5 سبتمبر 1957        | 26 سبتمبر 1983     |
|             | وكالة ضمان الاستثمار متعدد الأطراف        | 7 نوفمبر 1991        | 12 سبتمبر 1990     |
|             | الاتحاد الدولي للاتصالات                  | 23 أكتوبر 1957       | 1965               |
|             | منظمة الشرطة الجنائية الدولية             | ?                    | ?                  |
|             | مؤسسة التمويل الدولية                     | 21 أكتوبر 1960       | 1 يونيو 2005       |
|             | الأمم المتحدة                             | 12 نوفمبر 1956       | 1 ديسمبر 1964      |
|             | الفريق المعني برصد الأرض                  | ?                    | ?                  |
|             | منظمة حظر الأسلحة الكيميائية              | ?                    | ?                  |
|             | المركز الدولي لتسوية المنازعات الاستشارية | 9 مايو 1973          | 3 ديسمبر 2003      |

## وصلات خارجية
- موقع وزارة الخارجية السودانية
- موقع وزارة الخارجية المالطية